# Original Ku Klux Klan of the Confederacy
Der Original Ku Klux Klan of the Confederacy war eine Klan-Organisation von Asa Carter, die in den späten 1950ern aktiv war. Obwohl die Gruppe nur wenige Jahre bestand, war sie für einige der schlimmsten Verbrechen in der Geschichte des Ku-Klux-Klans verantwortlich, neben einem Anschlag auf Nat King Cole, der Teilnahme an Rassenunruhen in Clinton auch an einer der wenigen Kastrationen.

## Vorgeschichte
Zunächst entstand  im Oktober 1955 das North Alabama Citizens Council (NACC), eine Splitterorganisation der Citizens Councils of America. Diese neue Organisation hatte ihren Sitz in Birmingham (Alabama), während die Hauptorganisation in Montgomery (Alabama) saß und von Senator Sam Englehart geleitet wurde. Die Zersplitterung entstand vor allem, weil die Birmingham-Gruppe einen extremen Antisemitismus vertrat und Juden als Mitglieder ausschloss, während die Organisation in Montgomery lediglich für Rassentrennung eintrat.

## Rockmusik und Anschlag auf Cole
Die Gruppe lehnte Afroamerikanische Musik und Rock ’n’ Roll vehement ab und warb für den Boykott von schwarzen Sängern sowie dem Entfernen von Rockmusik aus den Jukeboxen. Ein Schild außerhalb von Asa Carters Büro lautete „Be-bop promotes Communism“ („Bepop macht Werbung für Kommunismus“). Am 10. April 1956 griffen sieben Mitglieder der Gruppe Nat King Cole an, der vor einem weißen Publikum im Municipal Auditorium in Birmingham sang. Es sollte sich dabei um einen Teil eines größeren Anschlags handeln, bei dem 100 Mitglieder der Organisation die Veranstaltungsräumlichkeiten stürmen und die Band überwältigen sollten, doch nur diese sieben Mitglieder tauchten zur abgesprochenen Uhrzeit auf. Am 18. April wurden vier Angreifer zu 180 Tagen Gefängnis und einer Geldstrafe von 100 Dollar verurteilt. Dabei handelte es sich um die Höchststrafe. Die restlichen Täter wurden zu Geldstrafen verurteilt.

## Clinton, Tennessee
Ebenfalls im April stellte Admiral John Crommelin Carter John Kasper vor, der der NACC in Washington, D.C. angehörte. Im August und September 1956 schlossen sich beide Vereinigungen zusammen, um das Aufheben der Rassentrennung an der Clinton High School in Tennessee zu verhindern. Kasper wurde am 27. August festgenommen, da er als Rädelsführer des Aufstands identifiziert wurde, bald aber mangels Beweisens frei gelassen. Die Schulbehörde versuchte den Bundesrichter Robert Love Taylor dazu zu bewegen, ein Hausverbot auszusprechen. Dieses Verbot wurde während einer Ansprache auf dem Rasen des Gerichtsgebäudes übermittelt. Kasper setzte seine Rede fort und erklärte seinen 1000 Zuhörern, das würde ihn nicht interessieren. Daraufhin wurde er verhaftet. Er wurde für schuldig befunden, aber für eine Berufungsverhandlung da behalten. Während ein Richter darüber befinden sollte, ob er gegen Kaution entlassen werden sollte, kam Carter und sprach vor einer mittlerweile auf 1.500 Personen angewachsenen Gruppe. Am 1. und 2. September kam es zu mehreren Aufständen. Angreifer attackierten schwarze Autofahrer, schossen auf das Gerichtsgebäude und es kam zu einem Bombenanschlag auf ein schwarzes Viertel in Oliver Springs. Das kleine Polizeirevier verteidigte sich mit einer Bürgerwehr und setzte Tränengas gegen die Demonstranten ein. Gouverneur Frank G. Clement schickte die Nationalgarde und die Tennessee Highway Patrol, um die Ordnung wiederherzustellen. Eine Kaution von 10.000 Dollar wurde schließlich unter der Bedingung erlassen, dass Kasper seine Aktivitäten beenden würde. Dennoch nahm Kasper einen Monat später an einem Treffen teil, bei dem er einen Klansmen willkommen hieß. Carter und seine Gruppe gingen September 1957 nach Clinton.

## Umorganisation und Kastration
November 1956 nannte sich das Northern Alabama Citizens Council in den Original Ku Klux Klan of the Confederacy um. 35 Klansmen wurden am 15. November bei einem Funkenfeuer in den Klan aufgenommen. Wie spätere Klan-Organisationen war auch der Original Ku Klux Klan militärisch organisiert und liebäugelte mit einer naziaffinen Bekleidung, einem Braunhemd. Am 27. Dezember 1956 verkündete Carter den Plan sogenannte Minutemen einzusetzen, um den Montgomery Bus Boycott zu zerschlagen. Im Januar 1957 wurden Carter und vier seiner Anhänger festgenommen, weil sie an einer Schießerei zwischen einzelnen Mitgliedern beteiligt waren,. Zu diesem Zeitpunkt bestand der Ku-Klux-Klan aus gerade mal 100 Mitgliedern.
Der berühmteste Anschlag des Klans geschah am 2. September 1957. Um F.L. Shuttlesworths Bemühungen die Birminghamer Schulen zu desegregieren zu verhindern, entführten sechs Mitglieder des Klans den schwarzen Handwerker Judge Edward Aaron und verschleppten ihn in ein kleines, verwahrlostes Appartement in Clarkesville. Dort kastrierten sie den Mann unter den Augen des Exalted Cyclops Joe Pritchett. Sie behielten das Skrotum als Trophäe und schütteten Terpentin auf seine Wunden. Aaron wurde dann zum Sterben am Straßenrand zurückgelassen, aber von einem vorbeifahrenden Autofahrer gerettet und in das nahegelegene Krankenhaus gebracht. Joe Pritchett wurde schließlich schuldig gesprochen und zu 20 Jahren Haft verurteilt. Die Jury beriet nur 40 Minuten. Klabee Jesse Mabry, der auch an dem Angriff auf Nat King Cole beteiligt war, Bart Floyd, einer der Kastrationshelfer und Grover McCullough erhielten ähnliche Strafen. William Miller und John Griffin, die draußen Schmiere standen und erst später von dem Verbrechen erfuhren, sagten als Kronzeugen aus und wurden zu Bewährungsstrafen verurteilt. Die Verurteilten wurden 1959 in das Gefängnis eingeliefert und sollten eigentlich mindestens ein Drittel ihrer Strafe absitzen, bevor sie zur Bewährungsanhörung durften. Nachdem allerdings George Wallace Gouverneur wurde, bekamen sie eine bevorzugte Behandlung und bereits 1963 wurden diese Bestimmungen gelockert. Mabry wurde im Februar 1964 entlassen, der Rest 1965. Dieser Justizskandal wurde in Mississippi Burning – Die Wurzel des Hasses (unter anderen Namen) thematisiert.
Der Original Ku Klux Klan of the Confederacy löste sich 1958 auf. Asa Carter wurde Redenschreiber für George Wallace.

## Veröffentlichungen
Der Klan gab zwischen Februar und Oktober 1956 das Blatt The Southerner: News of the Citizens’ Council heraus.